# デジ・ウィルソン
- デジー・ウィルソン

デジー・バーナード・ウィルソン（Desi Bernard Wilson、1969年5月9日 - ）は、アメリカ合衆国・ニューヨーク州ナッソー郡出身の元プロ野球選手（内野手・外野手）、監督。左投左打。
フェアレイ・ディッキンソン大学時代はバスケットボールのフォワードとしても活躍した。

## 来歴・人物
1987年のMLBドラフト15巡目（全体396位）でボストン・レッドソックス、1989年のMLBドラフト87巡目（全体1490位）でヒューストン・アストロズからそれぞれ指名されたものの、いずれも契約せず。フェアレイ・ディッキンソン大学在籍時の1990年には、全米大学体育協会のノースイースト・カンファレンス男子バスケットボール部門にて最優秀選手に選ばれている。
1991年のMLBドラフト30巡目（全体794位）でテキサス・レンジャーズに指名されて契約。レンジャーズでのメジャーでの出場はなく、1994年12月22日にジョン・バーケットとの交換トレードでリッチ・オーリリアとともにサンフランシスコ・ジャイアンツに移籍。1996年はAAA級で高打率をマークし、8月7日にメジャー初昇格を果たし41試合に出場した。1997年もAAA級で高打率をマークするものの、メジャー昇格はならなかった。
1998年に第三の外国人選手として、NPBの阪神タイガースに入団。当時、一軍の外国人枠の野手人数は2人だったが、1998年の阪神にはデーブ・ハンセン、アロンゾ・パウエルがいたため、その2人との兼ね合いも重なり、1998年における一軍での出場は16試合にとどまる。二軍でも目立った成績を残せず、同年オフに自由契約となった。
1999年および2001年はアリゾナ・ダイヤモンドバックス傘下、2000年はシカゴ・ホワイトソックス傘下のAAA級でプレー。2002年から2007年まではサマセット・パトリオッツを皮切りに、延べ8球団のアメリカ独立リーグのチームでプレーした。2007年に1年だけ活動したサウス・コースト・リーグでは、アンダーソン・ジョーズとサウスジョージア・ピーナッツで選手兼任監督を務めた。
2009年からシカゴ・カブスの傘下A+級で打撃コーチを務め、2013年にはAA級の打撃コーチに昇格した。
2021年現在はカブス傘下AAA級アイオワ・カブスの打撃コーチを務める。
長身から「大きな単位」を意味する「ユニット」というあだ名があった。ジャッキー・ロビンソンを尊敬しており、阪神時代の背番号は彼と同じ42だった。体格に似合わぬ俊足の持ち主で、体当たりプレーが身上だった。

## 詳細情報

### 年度別打撃成績
| 年 度    | 球 団    | 試 合 | 打 席 | 打 数 | 得 点 | 安 打 | 二 塁 打 | 三 塁 打 | 本 塁 打 | 塁 打 | 打 点 | 盗 塁 | 盗 塁 死 | 犠 打 | 犠 飛 | 四 球 | 敬 遠 | 死 球 | 三 振 | 併 殺 打 | 打 率 | 出 塁 率 | 長 打 率 | O P S |
| -------- | -------- | ----- | ----- | ----- | ----- | ----- | -------- | -------- | -------- | ----- | ----- | ----- | -------- | ----- | ----- | ----- | ----- | ----- | ----- | -------- | ----- | -------- | -------- | ----- |
| 1996     | SF       | 41    | 130   | 118   | 10    | 32    | 2        | 0        | 2        | 40    | 12    | 0     | 2        | 0     | 0     | 12    | 0     | 2     | 27    | 2        | .271  | .338     | .339     | .677  |
| 1998     | 阪神     | 16    | 24    | 24    | 0     | 4     | 0        | 0        | 0        | 4     | 3     | 0     | 0        | 0     | 0     | 0     | 0     | 0     | 7     | 1        | .167  | .167     | .167     | .333  |
| MLB：1年 | MLB：1年 | 41    | 130   | 118   | 10    | 32    | 2        | 0        | 2        | 40    | 12    | 0     | 2        | 0     | 0     | 12    | 0     | 2     | 27    | 2        | .271  | .338     | .339     | .677  |
| NPB：1年 | NPB：1年 | 16    | 24    | 24    | 0     | 4     | 0        | 0        | 0        | 4     | 3     | 0     | 0        | 0     | 0     | 0     | 0     | 0     | 7     | 1        | .167  | .167     | .167     | .333  |

### 記録
NPB
- 初出場：1998年8月12日、対中日ドラゴンズ21回戦（ナゴヤドーム）、8回表に藪恵壹の代打として出場
- 初安打：1998年8月14日、対読売ジャイアンツ18回戦（東京ドーム）、8回表に矢野輝弘の代打として出場、岡田展和から中前安打
- 初先発出場：1998年8月15日、対読売ジャイアンツ19回戦（東京ドーム）、3番・中堅手として先発出場
- 初打点：同上、5回表に入来祐作から右前2点適時打

### 背番号
- 8 （1996年）
- 42 （1998年）